# Слукин, Всеволод Михайлович
Всеволод Михайлович Слукин (11 февраля 1936, Свердловск — 1 июля 2021, Екатеринбург) — советский и российский учёный-геофизик, писатель. Кандидат технических наук, профессор УрГАХУ, Заслуженный работник культуры Российской Федерации. Специалист в области применения современных технологий при изучении историко-культурного наследия и безопасности зданий.

## Биография
Родился 11 февраля 1936 года в Свердловске.
В 1959 году окончил геофизический факультет Свердловского горного института. В 1963—1965 годах работал в Центральной уральской партии 1-го Главного управления Министерства геологии и охраны недр СССР. В 1965—1975 годах работал в должностях руководителя научной группы, главного инженера лаборатории и заведующего лабораторией в институте «УралпромстройНИИПроект». В 1973 году защитил кандидатскую диссертацию. В 1975 году начал преподавать в Уральской государственной архитектурной академии, работал там старшим преподавателем, доцентом, заведующим кафедрой. С 1992 года являлся профессором кафедры «Архитектурно-строительная экология».
В область научных интересов В. М. Слукина входит применение современных технологий при изучении историко-культурного наследия и безопасности зданий. Им была разработана концепция охранных зон для памятников архитектуры в условиях городской застройки. Его методы были внедрены на объектах Ростова Великого, Новгорода, Екатеринбурга, Нижнего Тагила, Верхотурья. На предприятиях цветной металлургии Слукин внедрил разработанную им же систему ограничения электрокоррозионного воздействия полей блуждающих электрических токов в структуре зданий и сооружений. Всеволод Михайлович является автором более 300 научных трудов, в том числе восьми монографий.
В рамках программы «Терра—80» В. М. Слукин возглавлял экспедиции по исследованию архитектурно-строительного наследия в Ростове Великом, Новгороде, Вологде, Ярославле, Можайске, Туле, Александрове, Екатеринбурге, Верхотурье, Невьянске, Верхнем Тагиле, Нижнем Тагиле, Староуткинске, Верхней Салде и Сысерти.
Являлся главным редактором литературно-краеведческих записок «Урал, старина», а также Президентом Общества уральских краеведов, образованного по его же инициативе. Инициатор и организатор форума историков, культурологов и краеведов под названием «Татищевские чтения».
Скончался в Екатеринбурге 1 июля 2021 года. Похоронен на Широкореченском кладбище.

### Литературная деятельность
Начал писать во время учёбы в школе. Впервые публиковался в газете «Пионерская правда». В 1960—1970-е годы в соавторстве с Евгением Карташевым публиковал фантастические рассказы в журналах «Знание — сила», «Искатель», «Пионер» и других. Ввёл в литературу термин «фантос» — короткий фантастический рассказ, не перегруженный терминологией. Позднее Слукин публиковался в сборниках «Воскресенье» (2004), «Урал, старина» (2004), журнале «Веси» (2009, 2010), а также в сборниках стихов.

## Награды
- Медаль им. Н. К. Чупина (1998)[1][3].
- Премия имени В. Н. Татищева и Г. В. де Геннина (2003)[3].
- Премия губернатора Свердловской области[5].